# Biến lớp
Trong lập trình hướng đối tượng với lớp, biến lớp (tiếng Anh: class variable) là một biến được định nghĩa trong lớp của một bản sao đơn tồn tại, dù có bao nhiêu thực thể của lớp đó tồn tại.
Một biến lớp không phải là một biến thực thể. Nó là một loại đặc biệt của It is a special type of thuộc tính lớp (hay đặc tính, trường hoặc thành viên dữ liệu của lớp). Sự phân biệt tương tự giữa thực thể (instance) và các thành viên lớp (class) cũng áp dụng tương tự cho phương thức ("hàm thành viên"); một lớp có thể có cả  phương thức thực thể và phương thức lớp.